# Lill-Ratiktjärnen
Lill-Ratiktjärnen är en sjö i Sollefteå kommun i Ångermanland och ingår i Ångermanälvens huvudavrinningsområde.